# Bartoš Bittner
Bartoš Bittner (vlastním jménem Bartoloměj Bittner, 12. července 1861 Milavče – 2. května 1912 Chicago) byl česko-americký novinář, právník, pedagog, redaktor prvních krajanských periodik v USA, spisovatel, básník a autor českoamerické literatury. Je považován za předního českoamerického literárního humoristu.

## Život

### Mládí
Narodil se jako Bartoloměj Bittner v Milavčích nedaleko Domažlic v západních Čechách. Po vychození obecné školy absolvoval domažlické gymnázium, k dalšímu studiu pak na přání rodičů pokračoval v kněžském katolickém semináři. Zde však studia opustil a přestoupil na Právnickou fakultu Karlo-Ferdinandovy univerzity v Praze. Roku 1884 se na pozvání svého strýce rozhodl Čechy opustit a vycestovat do Spojených států.

### V USA
Po plavbě přes Atlantský oceán pak odjel za příbuznými do Cedar Rapids ve státě Iowa, města se silnou českou komunitou, kde začal pracovat jako učitel na matiční škole. Záhy se zde etabloval jako aktivní člen zdejšího národního života: především jako dopisovatel česky psaných periodik. Posléze nakrátko přijal místo novináře krajanského tisku v New Yorku, odkud se roku 1887 přesunul do Chicaga v Illinois, kde začal psát do listu Svornost vydavatele Augusta Geringera. Posléze roku 1890 přešel do listu Duch času, kde pracoval do roku 1893. Souběžně s odchodem ze Svornosti začal vydávat vlastní humoristický list Šotek, který s přestávkami vycházel až do roku 1905. Posléze pak působil jako člen redakce listu Denní hlasatel.
V posledních měsících života žil v osamění v pronajatém bytě mimo českou čtvrť, rodinné povinnosti zanedbával.

### Úmrtí
Bartoš Bittner zemřel 3. května 1912 v Chicagu ve věku 50 let. Zemřel v osamění, jeho tělo bylo v jeho bytě nalezeno až tři dny po smrti.

### Rodina
Byl ženatý, se svou ženou počali tři děti. Jeho strýcem byl herec Národního divadla Jiří Bittner, tetou pak rovněž herečka Marie Bittnerová.